# 755 a.C.

## Mortes
- Assurdã III, rei da Assíria. Reinou desde 773 a.C.